# Jülich-Kleve-Berg

Jülich-Kleve-Berg (rött), Preussen (blått).

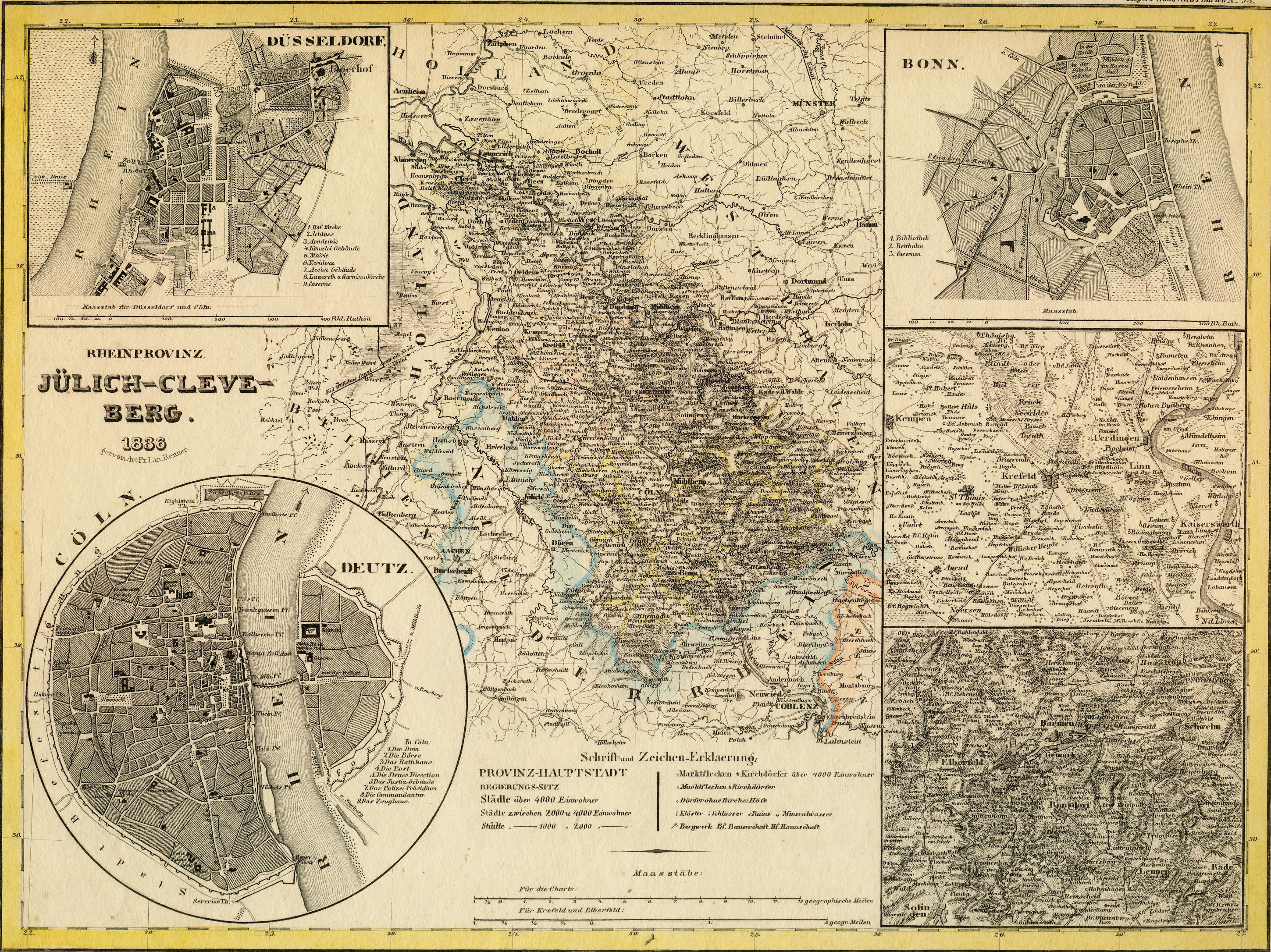
Karta över provinsen Jülich-Kleve-Berg 1836.

Jülich-Kleve-Berg var en av de tio provinserna i kungariket Preussen fram till 1822. Efter Wienkongressen 1815 bildades den genom "förordningen för förbättrat inrättande av provinsmyndigheterna" av den 30 november 1815. Provinsen grundades officiellt den 22 april. 1816.
Provinsen omfattade inte bara de områden som tidigare var i preussisk ägo, hertigdömet Kleve, delar av det tidigare hertigdömet Geldern och furstendömet Moers, utan även de rhenska områdena som tillföll Preussen efter 1815, det vill säga hertigdömet Berg och en stor del av hertigdömet Jülich. Märkligt nog dock utan den namngivande staden Jülich, som liksom hela distriktet Jülich tillhörde det administrativa distriktet Aachen i provinsen Storhertigdömet Nedre Rhen, kurfurstendömet Köln och den fria riksstaden Köln samt mindre indelningar. Provinsen var efterträdare till det napoleonska storfurstendömet Berg. Efter slutet av Napoleonkrigen inrättades till en början ett provisoriskt generalguvernement i Berg, från vilket delar provinsen Jülich-Kleve-Berg bildades. Kurfursten Johann Sigismund von Brandenburg hade redan gjort anspråk på områdena - vid den tiden kombinerade i de förenade hertigdömena Jülich-Kleve-Berg - i Jülichska tronföljdskriget. Senare höll Brandenburg-Preussen i princip fast vid anspråket på området.
Den 22 juni 1822 förenades provinsen Jülich-Kleve-Berg med provinsen Storhertigdömet Nedre Rhen för att bilda den preussiska Rhenprovinsen med administrativt säte i Koblenz.